# Juan Camilo Mejía
 Juan Camilo Mejía (Medellín, Antioquia, Colombia; 30 de agosto de 1981) es un futbolista colombiano. Juega de volante de armado, buen pase y sobresaliente técnica, actualmente está retirado.

## Clubes
| Club                 | País        | Año       |
| -------------------- | ----------- | --------- |
| Envigado FC          | Colombia    | 2003      |
| Atlético Bucaramanga | Colombia    | 2004      |
| Águila               | El Salvador | 2005-2006 |
| Chalatenango         | El Salvador | 2007      |
| Águila               | El Salvador | 2008      |
| Leones Fútbol Club   | Colombia    | 2008-2009 |
| Inti Gas             | Perú        | 2009      |
| Academia             | Colombia    | 2010-2011 |
| Vista Hermosa        | El Salvador | 2012      |
| Once Municipal       | El Salvador | 2012-     |

## Palmarés

### Campeonatos nacionales
| Título          | Club   | País        | Año  |
| --------------- | ------ | ----------- | ---- |
| Torneo Clausura | Águila | El Salvador | 2006 |